# World Series of Poker 1993
De World Series of Poker 1993 werd gehouden in de Binion's Horseshoe in Las Vegas van 20 april t/m 14 mei. Het was de 24ste editie van de World Series of Poker, het grootste pokerevenement ter wereld.

## Toernooien
| Event                          | Winnaar          | Prijs    | Tweede             |
| ------------------------------ | ---------------- | -------- | ------------------ |
| $1.500 Limit Hold'em           | Hugo Mieth       | $220.800 | Jack Keller        |
| $1.500 Seven Card Stud         | Robert Turner    | $103.800 | Dave Crunkleton    |
| $1.500 Limit Omaha             | Jack Keller      | $61.800  | Howard Lederer     |
| $1.500 Seven Card Stud Split   | Gene Fisher      | $113.400 | Mike Krescanko     |
| $1.500 Seven Card Razz         | Ted Forrest      | $77.400  | Charles Burris     |
| $1.500 Omaha 8 or better       | Ted Forrest      | $120.000 | John Cernuto       |
| $1.500 No Limit Hold'em        | Phil Hellmuth Jr | $161.400 | Chris Tsiprailidis |
| $1.500 Pot Limit Omaha         | Buddy Bonnecaze  | $83.400  | Roy Dudley         |
| $1.500 Pot Limit Hold'em       | John Bonetti     | $122.400 | Chau Giang         |
| $2.500 Omaha 8 or better       | Erik Seidel      | $94.000  | J. W. Smith        |
| $5.000 Deuce to Seven Draw     | Billy Baxter     | $130.500 | Phil Hellmuth Jr   |
| $1.500 Ace to Five Draw        | Chau Giang       | $82.800  | Brian Nadell       |
| $2.500 Pot Limit Hold'em       | Hamid Dastmalchi | $114.000 | Mickey Appleman    |
| $2.500 Seven Card Stud         | Marty Sigel      | $113.000 | Lonnie Williams    |
| $1.500 Pot Limit Omaha         | Humberto Brenes  | $73.600  | Jay Heimowitz      |
| $2.500 Limit Hold'em           | Humberto Brenes  | $149.000 | Tom Cady           |
| $5.000 Seven Card Stud         | Ted Forrest      | $114.000 | John Heaney        |
| $2.500 No Limit Hold'em        | Phil Hellmuth Jr | $173.000 | Noli Francisco     |
| $5.000 Limit Hold'em           | Phil Hellmuth Jr | $138.000 | Don Williams       |
| $1.000 Ladies' Seven Card Stud | Phyllis Kessler  | $32.800  | Becki Vincent      |

## Main Event
Het Main Event was het grootste toernooi van de WSOP van 1993. Het is een 10.000 dollar No-Limit Texas Hold'em toernooi. De winnaar van dit toernooi wordt gezien als de officieuze wereldkampioen poker. Er deden in totaal 220 spelers mee.

### Finaletafel
| Positie | Naam             | Prijs      |
| ------- | ---------------- | ---------- |
| 1       | Jim Bechtel      | $1.000.000 |
| 2       | Glenn Cozen      | $420.000   |
| 3       | John Bonetti     | $210.000   |
| 4       | Mansour Matloubi | $120.000   |
| 5       | Thomas Chung     | $72,000    |
| 6       | Mike Cowley      | $36.000    |

### Andere hoge posities
| Positie | Naam               | Prijs   |
| ------- | ------------------ | ------- |
| 9       | Brad Daugherty     | $24.000 |
| 12      | Henry Orenstein    | $19.200 |
| 19      | Marsha Waggoner    | $12.000 |
| 24      | Mike Sexton        | $12.000 |
| 25      | Bobby Hoff         | $12.000 |
| 26      | David "Chip" Reese | $12.000 |